# Condado de St. Louis (Minnesota)
O Condado de St. Louis é um dos 87 condados do estado americano de Minnesota. A sede do condado é Duluth, e sua maior cidade é Duluth. O condado possui uma área de 17 767 km² (dos quais 1 644 km² estão cobertos por água), uma população de 200 528 habitantes, e uma densidade populacional de 12 hab/km² (segundo o censo nacional de 2000). O condado foi fundado em 20 de fevereiro de 1855.